# Army Girl
Army Girl è un film del 1938 diretto da George Nichols Jr..